# بيتواروته
بيتواروته هو خط مزدوج سكة حديد من روتردام إلى ألمانيا.
Betuweroute هو الاسم الرسمي، بعد باتافيا منطقة من خلالها يمر، ولكن يشار خط شعبيا باسم Betuwe  'lijn' ، بعد مسار السن في المنطقة نفسها. وقد سميت الألمان بدورهم في Hollandstrecke. وهم يشكلون معا NR المشروع. 5 من عبر أوروبا شبكات النقل (TEN-T). ومن بين المشاريع الحكومية على نطاق واسع الأكثر كلفة والأكثر إثارة للجدل التي شيدت من أي وقت مضى في البلاد.

## التاريخ
بدأت التحقيقات الأولية إلى مستقبل النقل من الغرب إلى الشرق في عام 1985 من قبل فان بوند عمولة. وكان النصير الرئيسي للخط ثم وزيرا نيلي كروس، المفوض في وقت لاحق في الاتحاد الأوروبي حتى عام 2014. وفي عام 1992 وقعت الحكومتان الألمانية والهولندية ومعاهدة فارنيموند، معاهدة بشأن تعزيز السكك الحديدية حركة المرور، وخاصة على المسارين من أمستردام وروتردام إلى دويسبورغ. توقعت الخطط الأصلية ثلاثة فروع نحو ألمانيا. ومع ذلك، فإن الفرع الشمالي عبر OLDENZAAL تم التخلي عنه في عام 1999 والجنوبي المسار عن طريق فينلو شهد الفأس في عام 2004. وفي العام نفسه، منعت المحاكم بناء كبير سوقيات مركز بالقرب من Valburg.